# Юліус Фучик (композитор)
Юліус Фучик (чеськ. Julius Fučík, 18 липня 1872, Прага ― 25 вересня 1916, Берлін) ― австро-угорський композитор та диригент чеського походження.

## Біографія
Народився 1872-го року в сім'ї дрібного ремісника. У віці 13 років вступив до Празької консерваторії за класом фаготу, скрипки та компанування. В останні півроку навчання компанування викладав Антонін Дворжак.
Після закінчення консерваторії Фучика призвали на військову службу до 49-го піхотного полку. Після демобілізації у 1894 році він повертається до Праги. Мільде — у минулому викладач Юліуса — пропонує йому вакансію у Львові та той не наважився полишити Прагу й організував Чеське камерно-духове тріо. Перший концерт новоствореного колективу завершився повним фіаско та згодом, завдяки новим творам, молодого композитора виступи стали успішнішими. У той же час, окрім тріо, Фучик грає в празькому Німецькому театрі як другий фаготист. Зрештою, так нічого й не досягши, він покидає Прагу й переїздить до Загреба.
У віці 25-ти років Фучик вирішує стати військовим капельмейстером, розпочавши свою діяльність військового музиканта у 86-му піхотному полку в Сараєво. У 1900 році полк перевели до Будапешту, у місті з кількома театральними та 5-ма полковими оркестрами оркестра Фучика виборює перше місце за популярністю й виходить на провідне місце. Саме перебування у Будапешті стає зоряним часом композитора, там же він знайомиться зі своєю нареченою Христиною Гардегг, котра викладала німецьку мову угорському панству.
У 1909 році полк передислоковують до Суботиці, 1910 року Фучик перевівся до 92-го полку (з дислокацією в Терезіні). Полковий оркестр за короткий час композитор робить одним зі зразкових та організовує з ним концерт у Празі. Але на батьківщині йому не раді — колег дратує зростаюча популярність Юліуса та його жінка-німкеня. Через деякий час Фучик змушений давати концерти переважно лише на курортах північної Чехії.
У лютому 1912 року в Берліні влаштовували Австрійський бал, на якому виступити запросили й Фучика з полковими музикантами. Німецька публіка була у захваті від оркестру — на окремих концертах збиралося до 10 тис. осіб. Брат Фучика Рудольф рекомендує йому переїхати до Берліна. 31 липня 1913 року Юліус подає у відставку й разом з жінкою переїздить, на новому місці він засновує музичне видавництво «Tempo» та оркестр чеських музик.
Незабаром почалася Перша світова війна. У лютому 1915 року в композитора прогресує невиліковна хвороба, яка наступного року звела його в могилу. Поховано Фучика на Вишеградському кладовищі Праги.

## Твори

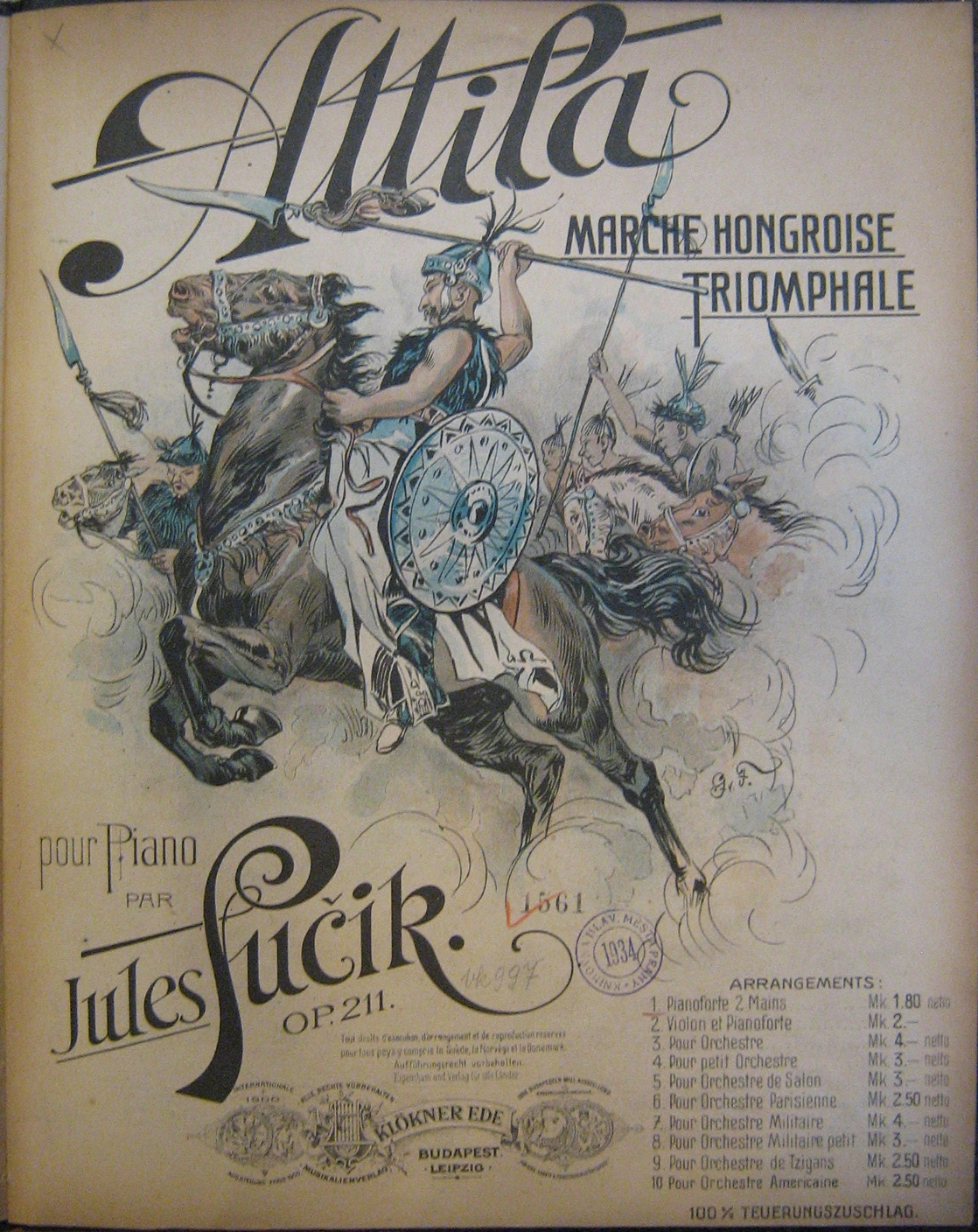
Титуляр клавіру до маршу «Атілла»

Доробок Фучика становить 323 опуси. Композиції військової тематики складають приблизно чверть, решта — симфонічні, камерні, та концертні твори. Найвідомішими з його маршів є «Вихід гладіаторів» (нім. Einzug der Gladiatoren) та «Флорентійський марш» (нім. Florentiner Marsch), а також:
- Bosniaken, op. 66
- Вхід гладіаторів, op. 68
- Triglav, Slowenischer Marsch, Opus 72
- Ungarischer Marsch, Opus 81
- Unter der Admiralsflagge, Marsch, Opus 82
- Magyar Indulo, Opus 97
- Attila Indulo, op. 211
- Salve Imperator, Opus 224
- Danubia, Marsch, Opus 229
- Hercegovac, Marsch, Opus 235
- Leitmeritzer Schützenmarsch, op. 261

та інші